# Werner Delle Karth
Werner Delle Karth, né le 18 mai 1941 à Innsbruck, est un bobeur autrichien notamment deux fois médaillé aux Championnats du monde.

## Biographie
Werner Delle Karth remporte deux médailles en bob à quatre lors Championnats du monde : l'argent en 1973 à Lake Placid (États-Unis) et le bronze en 1974 à Saint-Moritz (Suisse). Il participe aussi aux Jeux olympiques de 1972 à Sapporo (Japon) et de 1976 à Innsbruck (Autriche), obtenant comme meilleur résultat une sixième place en bob à quatre en 1976. Il prononce également le serment olympique des athlètes lors de ces Jeux,.
Après sa carrière sportive, Werner Delle Karth devient entraîneur pour diverses équipes nationales puis secrétaire général de la fédération autrichienne de bobsleigh et de skeleton. Il est aussi membre de la court d'arbitrage de la Fédération internationale de bobsleigh et de tobogganing.

## Palmarès

### Championnats monde
- : médaillé d'argent en bob à 4 aux championnats monde de 1973.
- : médaillé de bronze en bob à 4 aux championnats monde de 1974.